# Evangelische Kirche (Gresgen)

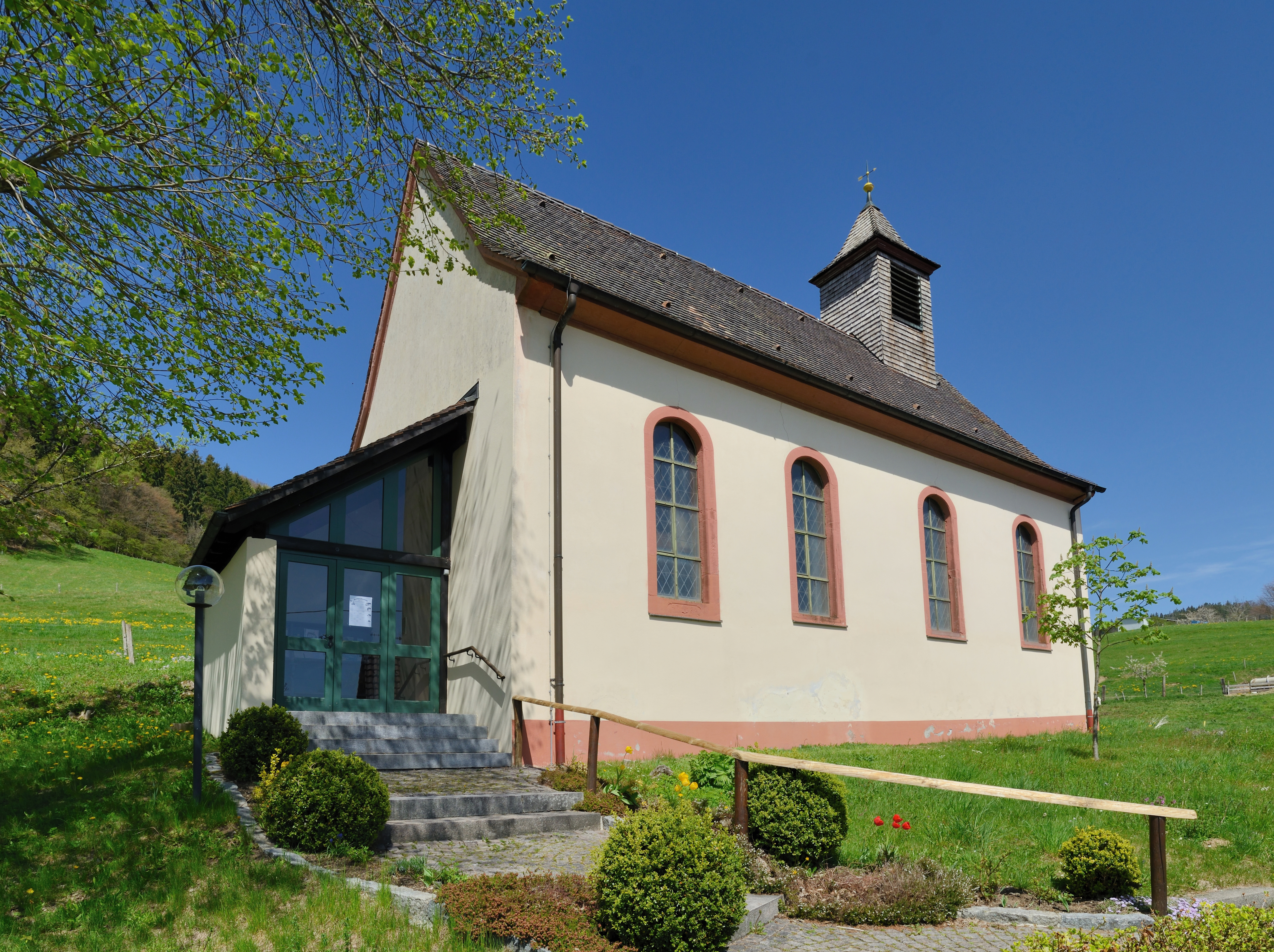
Evangelische Kirche Gresgen

Die Evangelische Kirche im Zeller Stadtteil Gresgen wurde 1764 nach Plänen des Architekten Wilhelm Jeremias Müller neu erstellt. Eine erste Kirche ist bis zur zweiten Hälfte des 14. Jahrhunderts belegt.

## Geschichte

### Vorgeschichte

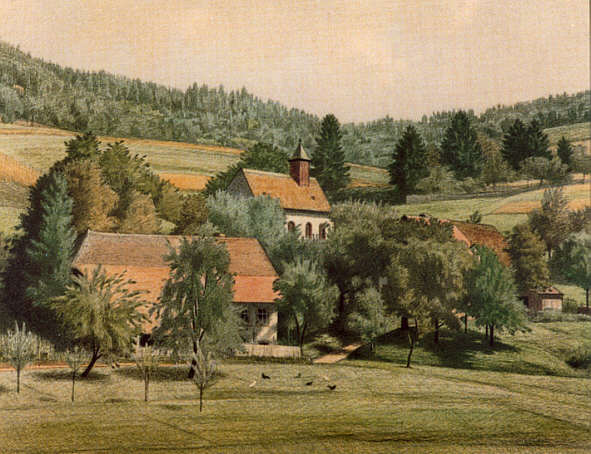
Nikolauskirche nach einem Gemälde von Ernst Schleith (1871–1940)

Ein Gotteshaus in Gresgen taucht erstmals in den Jahren 1360 bis 1370 als Filiale der Kirche in Höllstein („ecclesia Hoelstein cum filialibus videlicet Nortswaben at Creschen“) auf. In den Jahren 1493 und 1508 hatte es ein eigenes Begräbnisrecht und war dem heiligen Nikolaus geweiht. Im Jahr 1614 wurde die Gemeinde zum Filialort von Tegernau. Die Baupflicht oblag zu jeder Zeit beim Kloster St. Blasien und der  Verwaltung in Rötteln. Aufgrund von Streitigkeiten bezüglich der genauen Zuständigkeit verwahrloste die Holzkirche im 17. Jahrhundert. Erst 1712 entschloss man sich zur Sanierung des Dachreiters, der ein Zwiebeldach erhielt. 1730 entfernte man den Triumphbogen und setzte eine seitliche Empore ein. Eine vorgesehene Erweiterung für 1759 kam aufgrund von gescheiterten Verhandlungen nicht zustande. Der Zustand des Gotteshauses verschlechterte sich erneut.

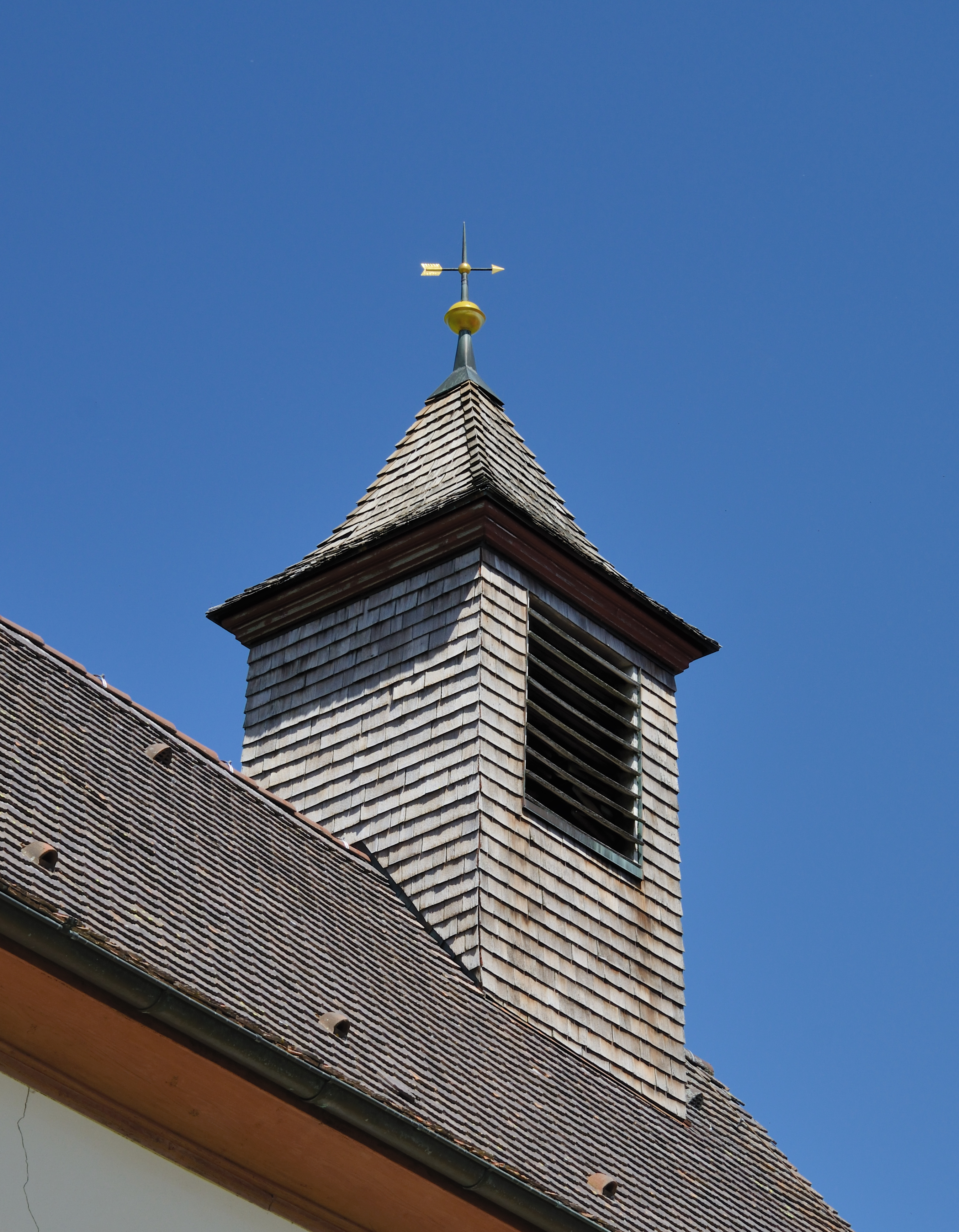
Dachreiter

### Heutige Kirche
Eine Erweiterung und gründliche Reparatur der maroden Kirche im Jahr 1764 kam einem Neubau gleich. Die Pläne dazu hatte der Bauinspektor Wilhelm Jeremias Müller geschaffen. Der steinerne Glockenturm wurde aus Kostengründen nicht umgesetzt; stattdessen entschloss man sich einen Dachreiter dem Satteldach aufzusetzen. 1790 wurde die Kirche vergrößert und eine neue Glocke anstelle der zersprungenen erworben. Während des 19. Jahrhunderts wurde die Kirche über viele Jahre nicht mehr für regelmäßige Gottesdienste genutzt; erst ab 1899 wurden wieder Gottesdienste gefeiert. Anfang des 20. Jahrhunderts erhielt die Kirche eine neue Außenverglasung und die Decke sowie die Brüstung der Empore erhielt eine neue Bemalung. Ein neuer Altar wurde 1955 eingesetzt, der aus der Evangelischen Kirche in Hausen stammt. In den Jahren 1979 bis 1981 führte man eine Generalsanierung durch, bei der man den Haupteingang von der südlichen Langhauswand an die Westfassade verlegte. Die Holzbemalung aus dem Jahr 1904 wurde freigelegt. Nach Ende der Arbeiten wurde das Gotteshaus am 24. Mai 1981 wieder seiner Bestimmung übergeben.

## Beschreibung

### Kirchenbau
Die Kirche in Gresgen steht nördlich, etwas erhöht und abseits des Ortskerns an einem Hang. Der schlichte Rechtecksbau mit Satteldach trägt an seiner Ostseite einen kleinen hölzernen Dachreiter, der zu zwei Seiten über Klangarkaden verfügt. Der Dachreiter wird von einem Pyramidendach mit Turmkugel und Kreuz bekrönt. An den Längsseiten weist das Langhaus rundbogige Fenster aus. Der Haupteingang an der Westseite ist in einem kleinen Vorraum mit Pultdach angegliedert. An der Nordostecke ist eine Sakristei angebaut.

### Innenraum und Ausstattung

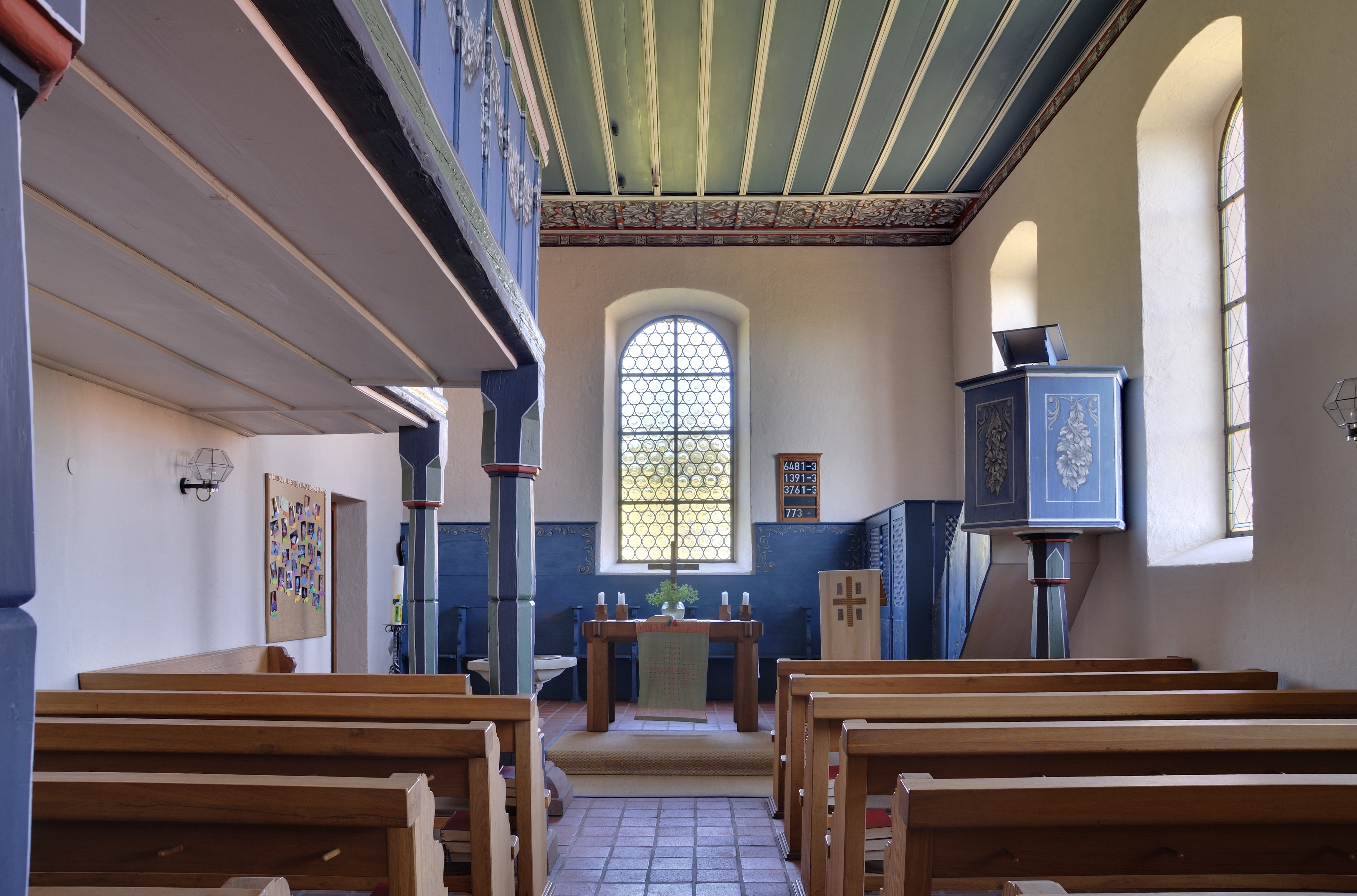
Innenraum

Der Innenraum ist mit einer flachen Holzdecke überspannt. Im kleinen Kirchenraum ist eine L-förmige Empore angebracht, auf deren Nordseite die Orgel aufgestellt ist. Decke und Holzempore sind mit einer reichen Ornamentik bemalt. Chor und Langhaus sind über einen Triumphbogen miteinander verbunden. Rechts vom Bogen steht eine Kanzel, die auf einer achteckigen Säule ruht. Im Chor steht ein schlichter Altartisch, links davon befindet sich ein alter Taufstein mit neuer Zinnschale.

### Glocken und Orgel
Das zweistimmige Bronzegeläut setzt sich wie folgt zusammen:
| Nr. | Schlagton | Gussjahr | Gießerei                           |
| --- | --------- | -------- | ---------------------------------- |
| 1.  | c′′       | 1847     | Benjamin Muchenberger, Blasiwald   |
| 2.  | e′′       | 1921     | Glockengießerei Bachert, Karlsruhe |

Die Orgel auf der Seitenempore aus dem Jahr 1966 stammt von der Werkstatt Peter Vier aus Oberweier. Das Instrument arbeitet mit Schleiflade, einer mechanischen Spiel- und Registertraktur und umfasst ein Manual, Pedal und fünf Register. → Orgel